# تومي راموس
تومي راموس (بالإنجليزية: Tommy Ramos)‏ هو لاعب جمباز فني أمريكي، ولد في 29 أبريل 1986 ببلدية بايامون في الولايات المتحدة.

## وصلات خارجية
- تومي راموس على موقع الاتحاد الدولي للجمباز (biography) (الإنجليزية)
- تومي راموس على موقع اللجنة الأولمبية الدولية (الإنجليزية)
- تومي راموس على موقع أوليمبيديا (الإنجليزية)